# Robin Kiel
Robin Kiel (* 15. September 1987) ist ein deutscher Biathlet.
Robin Kiel bestritt seine ersten internationalen Juniorenrennen seit 2007 im Biathlon-Europacup. Seit 2009 nahm er an Rennen des IBU-Cups der Männer teil. Sein erstes Rennen bestritt er im Rahmen eines Einzels in Altenberg, wo er mit Rang fünf zudem sein bislang bestes Ergebnis in dieser Rennserie belegte. Weitere Top-Ten-Resultate folgten. Erste internationale Meisterschaft wurden die Militär-Skiweltmeisterschaften 2010 in Brusson, bei denen Kiel 54. des Sprintrennens und mit Robin Irion, Benedikt Doll und Robin Berlau 14. des Militärpatrouillenrennens wurde. Bei den  Deutschen Meisterschaften 2010 in Oberhof gewann er hinter Andreas Birnbacher und Arnd Peiffer im Einzel die Bronzemedaille.